# Leopold II de Babenberg
Leopold II dit el Bell (1050 – 12 d'octubre de 1095) fou un marcgravi de la casa de Babenberg que va governar a la Marca Oriental de Baviera o Marca d'Àustria del 1075 a la seva mort.

## Biografia
Era el fill d'Ernest de Babenberg el Valent i d'Adelaida d'Eilenburg, germana del marcgravi Dedó II de Meissen.
En el conflicte de les Investidures va estar primer al costat de l'emperador Enric IV, però el 1018 a la dieta de Tulln va canviar de bàndol sota influència de la seva dona Ida de Formbach-Ratelnberg i del bisbe Altmann de Passau. En conseqüència fou deposat per l'emperador que va donar el feu a Vratislav II de Bohemia, que va derrotar a Leopold a la batalla de Mailberg. Finalment Leopold va aconseguir recuperar i conservar la seva posició però va perdre alguns territoris al sud de Moràvia. Leopold residia a Gars am Kamp.
El 1089 Leopold va ajudar a pagar la construcció de l'abadia de Melk a l'est d'Àustria i va donar les terres per la ubicació de la construcció. Uns km més enllà de l'abadia de Melk, a Àustria Oriental, hi ha les ruïnes de Thunau un castell del Kamp i residència d'estiu de Leopold.

## Matrimoni
El 1065 Leopold es va casar amb Ida de Formbach-Ratelnberg, comtessa de Cham (1060–1101), a la regió de Cham, a l'Alt Palatinat (Baviera); Ida era filla del comte Rapotó IV i de Matilde i es diu que va morir en una croada. Van tenir un soll fill mascle: Leopold III d'Àustria; en canvi van tenir sis filles que es van casar amb ducs i comtes de Caríntia, Bohèmia i Alemanya.